# Planet Internet
Planet Internet was een van de grootste internetaanbieders (ISP's) van Nederland. Planet Internet was een merk van KPN Internet, een onderdeel van KPN Telecom.
Planet Internet begon in 1995 met het aanbieden van internettoegang en -content (inhoud). Het was een idee van de toen nog jonge student Michiel Frackers die Planet samen met Frans Straver oprichtte. In 1993 studeerde communicatiewetenschapper Frackers samen met Straver af op een scriptie over de 'succes- en faalfactoren van interactieve media op de consumentenmarkt'. Ze voorspelden daarin de integratie van radio, tv, computer, gedrukte media en telefoon. In 1997 is Planet Internet, formeel gezien, overgenomen door World Access, het eveneens in 1995 opgerichte bedrijf. World Access was een product- en merknaam van Videotex Nederland NV. In 1999 wijzigde de provider World Access/Planet Internet zijn naam in kortweg Planet Internet, en het moederbedrijf Videotex Nederland NV heette voortaan Planet Media Group NV. De KPN-dienst Het Net werd in 1999 een onderdeel van de Planet Media Group. Op 1 januari 2005 ging de Planet Media Group volledig op in KPN Telecom BV, en vanaf toen gebruikte men de handelsnaam KPN Internet. Eind 2019 werd Michiel Frackers veroordeeld tot 10 maanden gevangenisstraf, waarvan vijf voorwaardelijk, wegens witwassen en oplichting van het Ministerie van Economische Zaken. Na een hoger beroep is deze straf omgezet naar een taakstraf. 
Onafhankelijk van het Nederlandse bedrijf bestond er ook een Belgische provider met de naam Planet Internet België. Dit bedrijf is begin 2003 door KPN verkocht aan Scarlet.
De Duitse provider met de naam Planet Internet Deutschland opgericht in 2000 bleek geen succes te zijn en werd stopgezet in de herfst van 2001.

## Planet.nl
Planet.nl was tot 8 juli 2008 de website van Planet Internet. De inhoud van Planet.nl werd gemaakt door een redactie. De redactie van Planet.nl heeft op 31 december  2007 voor het laatst inhoud aan de site gegeven. Het stokje werd per 1 januari 2008 overgenomen door DAG. Planet beschikte over de oudste zelfstandige internetredactie van Nederland, die twaalf jaar heeft bestaan. DAG is op 1 oktober 2009 opgeheven. Het nieuws van de KPN-homepage werd vanaf toen geleverd door het ANP.

## Overgang Planet in KPN
Begin juni 2008 maakte KPN bekend te stoppen met voering van de merknaam Planet. Dit alles had te maken met een grote reorganisatie bij KPN, waarbij men het aantal merknamen wilde halveren. Een eerdere aankondiging kwam op 5 februari 2008. De bijna 600.000 abonnees gingen over naar KPN. Het webportaal Planet.nl werd vervangen door KPN Vandaag. De verhuizing van Planetklanten begon op 1 juli 2008, eerder maakten bronnen van Webwereld dit al bekend.